# Fréquence d'horloge
Pour les articles homonymes, voir fréquence (homonymie).
La fréquence d'horloge d'un circuit numérique synchrone est la fréquence de son signal d'horloge (nombre de cycles  par seconde). Cette information est indiquée en hertz (Hz). Le terme est utilisé en électronique dans des applications telles que les processeurs synchrones ou la synchronisation de télécommunications, pour aider à caractériser respectivement la puissance de traitement ou le débit d’information.
En 2012, un processeur d’ordinateur personnel pouvait avoir une fréquence d’horloge de l’ordre de 3 GHz ce qui signifie qu'il est conditionné à environ trois milliards de cycle d'horloge en une seconde, on dit qu'il est cadencé à 3GHz. Pour trouver le nombre d'instructions par seconde, on multiplie la fréquence d'horloge par l'IPC (nombre d'instructions par cycle) du processeur.